# O Herre Gud, gör nåd med mig
O Herre Gud, gör nåd med mig är en psalm av Matthæus Greiter (död 1552) utifrån Psaltaren 51, från 1525, med svensk översättning 1567 och en bearbetning av Svante Alin 1903 och Johan Alfred Eklund 1911 till titelraden O Herre Gud barmhärtig var i sex verser. Vid en publiceringen i 1937 års psalmbok som nr 270 blev titelraden ändrad till "O Herre Gud, gör nåd med mig" utan angivande av vem som bearbetat psalmen ytterligare. En version av Greiters psalm fanns också 1819 med samma titelrad som 1937, dock i tre långa verser utifrån en svensk översättning från 1500-talet och med bearbetning av Frans Michael Franzén. Dess melodi torde varit helt annorlunda med tanke på versernas längd.
Melodin publicerad i Teutsch Kirchenampt, en koralbok från 1525, tryckt i två delar i Strassburg och fem år senare i Ain schöns newes Christlichs Lyed från 1530. Den förändrades något i 1697 års koralbok, och samma melodi används till den samtida O Gud, giv oss din Andes nåd (1921 nr 580) och den äldre psalmen Kom, Helge Ande, till mig in (1819 nr 138, 1937 nr 38, 1986 nr 364) vars melodi är angiven vara nedtecknad i Nürnberg 1534 och sannolikt samma som till psalmen Du folk av ädla fäders stam.
Enligt 1921 års koralbok med 1819 års psalmer var ursprunget till melodin tryckt första gången i koralboken Strassburger Teutsch Kirchenampt, del II från 1525 och i Sverige första gången i Mönsteråshandskriften från 1646 och användes för samma psalm i 1695 års psalmbok. Då antas att melodin troligen är komponerad av Greiter själv. Ingen annan psalm anges använda samma melodi.
1937 anges att psalmen sjungs till samma melodi som Kom, helge Ande, till mig in (nr 38).
Eklunds text blev fri för publicering 2015.
|  |
|  |

## Publicerad i
- 1572 års psalmbok med titeln O HERRE Gudh gör nådh med migh under rubriken "Någhra Davidz Psalmer".[1]
- Göteborgspsalmboken under rubriken "Om Boot och Bättring".[2]
- 1695 års psalmbok som nummer 59 med titeln "O Herre Gudh giör nådh medh migh" under rubriken "Konung Davids Psalmer".
- 1819 års psalmbok som nummer 181 med titeln "O Herre Gud, gör nåd med mig", under rubriken "Nådens ordning: Omvändelsen: Ånger och tro (botpsalmer)".
- Nya psalmer 1921 som nummer 579 med titeln "O Herre Gud barmhärtig var"  under rubriken "Det Kristliga Troslivet: Troslivet hos den enskilda människan: Bättring och omvändelse".
- 1937 års psalmbok som nummer 270 med titeln "O Herre Gud barmhärtig var" under rubriken "Bättring och omvändelse".